# 王华 (明朝)
王华（1446年—1522年），字德辉，号龍山、实庵，晚号海日翁，浙江余姚县（今宁波市余姚市）人，因年轻时曾在余姚龙泉山中刻苦攻读，人称龙山先生，明朝狀元，政治人物，官至南京吏部尚書。

## 生平
浙江鄉試第二名舉人。成化十七年（1481年），登一甲第一名進士。授翰林院修撰。王华颇有节操，为官有清名，在經筵為時最久，得孝宗眷顧。正德初年，晉升爲禮部左侍郎，因与大宦官刘瑾不和，出任南京吏部尚書，因事被免，又降為南京吏部右侍郎。劉瑾被誅後，恢復官職，不久去世。

## 家族
子王陽明为哲学家。

## 轶事
相传殿试之前当时的吏部尚书刘珝泄考题给黄珣，适巧被王华窥见，王华暗记于心。殿试后王华中状元，而黄珣中榜眼。
王華對兒子說：你不如我。王守仁言：自然。兒子未中狀元。王華說非也，我有你做兒子，你沒有。

## 遗迹
- 余姚龙泉山瑞云楼，为王华年轻时读书处。
- 余姚城内原有王华状元牌坊，毁于20世纪七十年代。